# Musée du Luxembourg

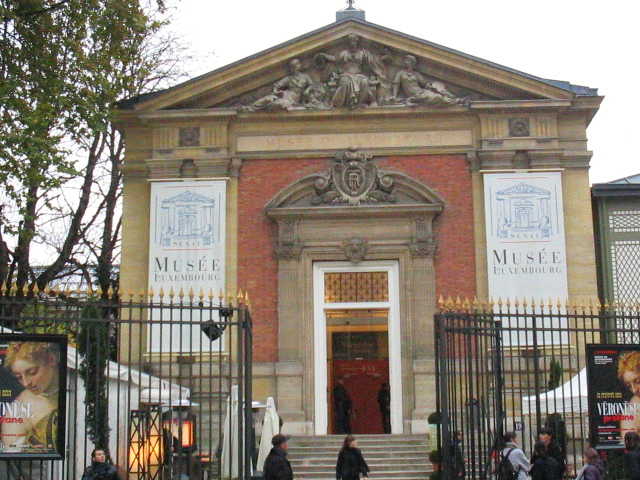
Der Eingangsbereich des Museums

Das Musée du Luxembourg (deutsch Luxemburgmuseum) ist ein Kunstmuseum in Paris. Es ist das älteste öffentliche Museum Frankreichs. Seine Adresse lautet 19, rue de Vaugirard, 75006 Paris.

## Geschichte
Das erste Museum war zunächst im Ostflügel des für Maria von Medici zwischen 1615 und 1630 erbauten Palais du Luxembourg untergebracht. Erst im Laufe des 19. Jahrhunderts siedelte es in die einstige Orangerie des Palais über. 1750 wurde das öffentliche Museum eingerichtet, um den Pariser Bürgern einen Blick auf die bedeutende Gemäldesammlung des französischen Königs zu ermöglichen: Gemälde von Rubens, Leonardo da Vinci, Raffael, Veronese, Tizian, Poussin, Van Dyck oder Rembrandt wurden ausgestellt. Die Idee geht auf den Verwalter der königlichen Gebäude, Charles François Paul Le Normant de Tournehem, zurück. 1780 schloss der Comte de Provence, der spätere Ludwig XVIII., die Galerie. Die Gemälde wurden in die Sammlungen des Louvre verlegt. 1803 wurde das Museum auf Betreiben des Malers Joseph-Marie Vien neu eröffnet, 1818 wurde es zum Museum für zeitgenössische Kunst. Gezeigt wurden Werke von Ingres, Delacroix, Girodet und Jacques-Louis David.
Als der Palais und Jardin du Luxembourg 1879 in den Besitz des Senats übergingen, ließ dieser zwischen 1884 und 1886 das heutige Gebäude errichten. Hier wurden die Impressionisten zum ersten Mal in einem nationalen Museum präsentiert, eine umfassende Sammlung des Impressionismus entstand. 1937 wurden die Sammlungen des Musée du Luxembourg in das Musée National d’Art Moderne im neu erbauten Palais de Tokyo verlegt, die impressionistische Sammlung bekam zunächst der Louvre, seit 1986 sind diese im Musée d’Orsay zu sehen.
1979 wurde das Museum wieder eröffnet und das französische Kultusministerium zeigte dort Ausstellungen mit Kunstwerken aus französischen Museen. Der Senat besaß ein Mitspracherecht bei der Ausstellungsplanung und der Nutzung des Gebäudes. Doch im Jahr 2000 ging die Verantwortung an den Senat zurück, um die Kulturpolitik im Palais, Jardin und Musée besser aufeinander abstimmen zu können.

## Aktuelle Situation
2010 übertrug der Senat die Verwaltung des Museums an die Réunion des musées nationaux. Das Museum wurde von Shigeru Ban und Jean de Gastines umfangreich renoviert. Außerhalb des Museumsgebäudes wurde ein Restaurant gebaut und eine Möglichkeit für pädagogische Angebote geschaffen. Das Musée du Luxembourg zeigt wechselnde Sonderausstellungen zur Bildenden Kunst.